# Ricardo Tavarelli
Ricardo Javier Tavarelli Paiva (Asunción, 2 de agosto de 1970) es un exfutbolista paraguayo. Jugaba de portero. Desarrolló la mayor parte de su carrera profesional en el Olimpia de su país.

## Trayectoria
Se formó en las divisiones inferiores de Tacuary, pero debutó profesionalmente a los 21 años vistiendo la camiseta de Olimpia durante el Torneo República de 1992. Con el Decano ganó nueve campeonatos (contando nacionales e internacionales), entre ellos la Copa Libertadores 2002, en cuya obtención fue fundamental, ayudando a su equipo a vencer por penales al Grêmio en semifinales y al São Caetano en la final. 
En 2004 fichó por Grêmio de Brasil, sin mucho éxito (Grémio fue relegado a la segunda división en este año). Al año siguiente regresó a Olimpia, para retirarse luego de un breve paso por Sportivo Luqueño.
Su último partido como profesional fue en la goleada 5-0 contra su clásico rival, el Club Cerro Porteño.

## Selección nacional
Formó parte de las selecciones paraguayas que disputaron las Copas América de 1999 y 2001 y la Copa Mundial de 2002, siendo en esta última uno de los suplentes de José Luis Chilavert.

### Participaciones en Copas del Mundo
| Mundial                        | Sede                  | Resultado   |
| ------------------------------ | --------------------- | ----------- |
| Copa Mundial de Fútbol de 2002 | Corea del Sur / Japón | 8° de final |

### Participaciones en Copa América
| Copa América      | Sede     | Resultado    |
| ----------------- | -------- | ------------ |
| Copa América 1999 | Paraguay | 4º de final  |
| Copa América 2001 | Colombia | Primera fase |

## Clubes
| Club             | País     | Año         |
| ---------------- | -------- | ----------- |
| Olimpia          | Paraguay | 1992 - 2003 |
| Grêmio           | Brasil   | 2004        |
| Olimpia          | Paraguay | 2005        |
| Sportivo Luqueño | Paraguay | 2005        |

## Palmarés

### Campeonatos nacionales
| Título           | Club    | País     | Año  |
| ---------------- | ------- | -------- | ---- |
| Torneo República | Olimpia | Paraguay | 1992 |
| Primera División | Olimpia | Paraguay | 1993 |
| Primera División | Olimpia | Paraguay | 1995 |
| Primera División | Olimpia | Paraguay | 1997 |
| Primera División | Olimpia | Paraguay | 1998 |
| Primera División | Olimpia | Paraguay | 1999 |
| Primera División | Olimpia | Paraguay | 2000 |

### Copas internacionales
| Título              | Club    | Sede        | Año  |
| ------------------- | ------- | ----------- | ---- |
| Copa Libertadores   | Olimpia | São Paulo   | 2002 |
| Recopa Sudamericana | Olimpia | Los Ángeles | 2003 |